# Condado de Cocke (Tennessee)
O Condado de Cocke é um dos 95 condados do Estado americano do Tennessee. A sede do condado é Newport, e sua maior cidade é Newport. O condado possui uma área de 1 148 km² (dos quais 23 km² estão cobertos por água), uma população de 33 565 habitantes, e uma densidade populacional de 30 hab/km² (segundo o censo nacional de 2000). O condado foi fundado em 1797.